# Renata Notni
Renata Martinez Notni (Cuernavaca, Morelos; 2 de janeiro de 1995), mais conhecida como Renata Notni, é uma atriz mexicana.

## Filmografia

### Telenovelas
| Ano     | Novela                | Personagem                               |
| ------- | --------------------- | ---------------------------------------- |
| 2019—20 | El dragón             | Adela Cruz                               |
| 2018    | Por amar sin ley      | Sol Garcia                               |
| 2017    | Mi adorable maldición | Aurora Sánchez Ruiz                      |
| 2017    | Mi adorable maldición | Carmen Ruíz de Sánchez                   |
| 2016    | Sueño de amor         | Patrícia "Pato" Guerrero Díaz            |
| 2015    | Amor de Barrio        | Paloma Madrigal                          |
| 2013—14 | Quiero amarte         | Mariana Valdéz Morales                   |
| 2013    | Mentir para vivir     | María Jiménez                            |
| 2012—13 | Qué bonito amor       | Paloma García Mendoza                    |
| 2011—12 | Amorcito corazón      | María Soledad "Marisol" Lobo Ballesteros |
| 2011    | La fuerza del destino | Lucía Lomelí Curiel                      |
| 2009—10 | Mar de amor           | Carmen "Carmita" Bracho                  |
| 2008—09 | Un gancho al corazón  | Luísa Hernández Sermeño                  |
| 2006—07 | Código postal         | Andrea Garza Durán                       |

### Séries de televisão
| Ano            | Novela                | Personagem                                           |
| -------------- | --------------------- | ---------------------------------------------------- |
| 2005-2008      | Vecinos               | Camila Vival                                         |
| 2008           | La rosa de Guadalupe  | El juramento - Nora                                  |
| 2010           | La rosa de Guadalupe  | Camara Web - Nayeli                                  |
| 2011           | Como dice el dicho    | Nadie sabe lo que tiene, hasta que lo pierde - Sofía |
| 2012           | Vecinos               | Camila Vival                                         |
| 2015           | Yo quisiera           | Camila                                               |
| 2017- presente | Vecinos               | Camila Vival                                         |
| 2021           | A vingança das Juanas | Juana Manuela                                        |
| 2024           | Zorro                 | Lolita Marquez                                       |

### Vídeoclipes
| Ano  | Canção              | Artista ou Banda |
| ---- | ------------------- | ---------------- |
| 2018 | Eso no va a suceder | Ha*Ash           |

## Prêmios e Indicações

### Prêmio TVyNovelas
| Ano  | Categoria            | Telenovela    | Resultado |
| ---- | -------------------- | ------------- | --------- |
| 2017 | Melhor Atriz Juvenil | Sueño de amor | Venceu    |
| 2011 | Melhor Atriz Juvenil | Mar de amor   | Indicada  |